# Atanazy (Rusnac)
Atanazy, imię świeckie Tudor Rusnac (ur. 17 stycznia 1982 w Kiszyniowie) – duchowny Rumuńskiego Kościoła Prawosławnego, od 2018 biskup pomocniczy eparchii Włoch.

## Życiorys
1 lutego 2011 otrzymał godność archimandryty i protosingla eparchii Włoch. 15 lutego 2018 został mianowany biskupem pomocniczym tejże administratury z tytułem biskupa bogdańskiego. Chirotonia odbyła się 1 maja 2018.